# یواس‌اس اس-۴۵ (اس‌اس-۱۵۶)
یواس‌اس اس-۴۵ (اس‌اس-۱۵۶) (به انگلیسی: USS S-45 (SS-156)) یک زیردریایی بود که طول آن ۲۲۵ فوت ۳ اینچ (۶۸٫۶۶ متر) بود. این زیردریایی در سال ۱۹۲۳ ساخته شد.